# The Itchyworms
 (octobre 2023).
The Itchyworms est un groupe philippin de rock, originaire de Manille. Le groupe est composé de Johann Nicholas (dit Jazz) à la batterie, au chant, et au piano, Eric Jugueta (dit Jugs) au chant, à la guitare rythmique, et aux claviers, Kelvin Yu à la basse et aux chœurs, Chino Singson à la guitare solo et aux chœurs, Mikey Amistoso à la guitare acoustique, aux claviers et aux choeurs, et Weckl Mercado à la guitare solo et aux chœurs. 
Le groupe se fait connaître dans la scène OPM (Original Pilipino Music) en 2006 avec leur album Noontime Show, dont les chansons Akin Ka Na Lang et Beer.

## Histoire

### Débuts (1966–2004)
Formé en 1996, le groupe comprend Jazz Nicholas, Jugs Jugueta, Kelvin Yu (à l'époque à la guitare solo) et Hadrian « Haji Cruz » (à la basse). Le groupe joue à plusieurs événements et compétitions dans des universités, avec quelques titres originaux et des reprises des Beatles. Malheureusement, des problèmes de communications et d'emplois du temps ont fait que Cruz quitte le groupe, obligeant Yu à devenir le bassiste du groupe, faisant d'eux un trio. Le groupe continue en tant que trio jusqu'au milieu de 1997, quand un ami en commun à l'université d'Ateneo leur recrute Chino Singson pour jouer de la guitare pour le groupe à un événement scolaire. Singson finit par rejoindre le groupe en tant que membre à plein temps, solidifiant la composition initiale du groupe.
En 1998, le groupe publie leur premier album officiel, Revenge of the Unsigned, à l'aide de leur manager Earnest Mangulabnan-Zabala, le groupe philippin Eraserheads, le chanteur de ce groupe Ely Buendia, leur bassiste Buddy Zabala et Romel « Sancho » Sanchez. Le groupe comptait publier indépendamment ce premier album si aucun label n'avait voulu d'eux. Mais par chance, Mike Dizon, un manager de chez Viva/Neo Records, met la main sur Revenge of the Unsigned. Il aide à convaincre les dirigeants de Viva de signer avec le groupe, et ensuite publier Little Monsters Under Your Bed.
Little Monsters Under Your Bed, le premier album du groupe chez une major, sort en 2001 et comprenait des chansons de Revenge of the Unsigned ainsi que des nouvelles compositions de Nicholas et de Jugueta. La chanson Antipara est probablement la plus reconnaissable des chansons de l'album. L'album ne sort pas au moment idéal, car leur son pop rock est en désaccord avec le mouvement de rock OPM (Original Pilipino Music) due à l'influence de Korn de la fin des années 1990 au début des années 2000.

### Noontime Showet publicités (2005–2015)
Le 11 octobre 2005, les Itchyworms sortent Noontime Show, ce qui leur donne un certain succès et une visibilité dans l'industrie musicale. Buddy Zabala et Raimund Marasigan, tous deux anciens membres du groupe Eraserheads, co-produisent l'album avec le groupe. De plus, l'album devient l'« album de l'année » aux NU Rock Awards de 2006, avec Nicholas gagnant le titre de « batteur de l'année », et le groupe laur"at du « producteur de l'année » avec Marasigan et Zabala.
Le single Akin Ka Na Lang est utilisé par KFC et Close-Up dans des publicités télévisés séparées. En 2008, Pringles utilise Salapi pour une compétition nationale d'écriture de chansons. Enervon, Close-Up et San Miguel Beer ont tous les trois commandé des chansons originales pour leurs publicités respectives. Le groupe écrit et joue également Kabataang Pinoy, le générique pour la première saison de Pinoy Big Brother : Teen Edition d'ABS-CBN. Cette chanson est celle qui a atteint le plus grand public de leur discographie, en raison de la popularité de la série ainsi que l'exposition médiatique qu'a eu la série. Ils ont également joué l'identifiant de la station TV5, Para Sa 'yo Kapatid.

### Derniers succès (2016–2021)
Au début de 2016, l'auteur compositeur Davey Langit demande au groupe d'interpréter Dalawang Letra, sa participation à la compétition Himig Handog P-Pop Love Songs. La chanson gagne la compétition aux finales en avril 2016. En juillet 2016, le batteur/chanteur du groupe Jazz Nicholas, avec son partenaire d'écriture de chansons Wally Acolola, gagne le grand prix PhilPop avec leur composition Di Na Muli, interprété par les Itchyworms.
En août de la même année, le groupe sort Pariwara, chanson sur laquelle ils collaborent avec Ely Byendia. Selon Buendia, la chanson figurait parmi multiples idées inachevées qui dataient de quand celui-ci en faisait encore partie. La chanson est restée inutilisée jusqu'à ce que Jugs Jugueta demande au début de 2016 si Buendia n'avait pas de potentielles chansons inachevées. Buendia leur donne Pariwara, et Jugueta et Nicholas rajoutent des paroles ainsi qu'un nouveau bridge[Quoi ?]. Buendia et les Itchyworms se rendent au studio personnel d'Ely Buendia, connu sous le nom du « Bunker », pour en faire une composition finale.

### Départ de Chino Singon (depuis 2022)
Fin août 2022, le guitariste solo du groupe, Chino Singson, annonce que lui et sa famille partait vivre au Canada. Dans une déclaration sur Instagram, il explique rester membre du groupe, et qu'il rejoindrait potentiellement le groupe dans des tournées en dehors des Philippines. Les guitaristes Mikey Amistoso du groupe Ciudad, et Weckl Mercado rejoignent tous deux le groupe à la suite du déplacement de Singson, donnant la composition du groupe. En décembre 2022, une tournée mars-avril 2023 aux États-Unis est annoncée, avec le premier retour de Singson depuis son concert de départ en septembre 2022.

## Influences
Les différents membres du groupes sont inspirés de différents styles et époques de musique, que ce soit Jazz Nicholas et son goût pour les sons plus avant-gardistes, l'appréciation qu'a Kelvin Yu du RnB, hip-hop et même Elvis Presley, le rock centré sur la guitare que préfère Chino Singson, ou encore Jugs Jugueta qui aime bien les musiques des années 1960, en particulier la carrière solo de Paul McCartney,(13:36)
Même si les membres ont des gouts différents individuellement, ils ont une appréciation commune pour les Beatles, Eraserheads, et la pop des années 1960, qui définit fortement le son du groupe.

## Membres

### Membres actuels
- Johann « Jazz » Nicolas – chant, batterie, piano, claviers, keytar (depuis 1996)
- Eric « Jugs » Jugueta – chant, guitare rythmique, percussions, claviers (depuis 1996)
- Kelvin Yu – basse, chœurs (depuis 1997); guitare solo (1996–1997)
- Chino Singson – guitare solo, chœurs (depuis 1997)
- Mikey Amistoso – guitare (principalement acoustique), claviers, chœurs (depuis 2022)
- Weckl Mercado – guitare solo, chœurs (depuis 2022)

### Anciens membres
- Haji Cruz – basse, chœurs (1996–1997)

## Discographie
En 2022, les Itchyworms comptent 5 albums studio, et un EP. Ils ont également contribué à de nombreuses compilations, en particulier les albums rendant hommage, Kami nAPO Muna et Kami nAPO Muna Ulit. En 2014, ils ont sorti leur quatrième album studio, After All this Time. Cette nouvelle version deluxe de l'album contient six titres bonus autre que les dix chansons principales. Les chansons bonus comprennent le single Ayokong Tumanda, le titre éponyme After All this Time, et une reprise du classique de Juan de la Cruz Panahon.

### Albums studio
- 2001 : Little Monsters Under Your Bed (Viva/Neo Records)
- 2005 : Noontime Show (Universal Records)
- 2008 : Self-Titled (Sony BMG Philippines)
- 2013 : After All this Time (indépendant)
- 2020 : Waiting for the End to Start (Sony Music Philippines)

### EP
- 2003 : And the Worm Jumped Over the Moon (indépendant)
- 2013 : After All this Time (indépendant)

### Apparitions dans des albums
- Happy House - Songs from NU107 In The Raw (Sony Music, 1998, re-enregistré pour Little Monsters Under Your Bed)
- Pulp Freakshow (Viva/Neo Records, 2001)
- Gimik Nation (Viva/Neo Records, 2002)
- Awit Ng Barkada - Kami nAPO Muna (Universal Records, 2006)
- Season of Smiles - Close-Up Season of Smiles Christmas CD (Universal Records, 2006)
- Astig...The Biggest Band Hits (Universal Records, 2006)
- AYUZ! Pinoy Alternative's Power Cuts (Viva/Neo Records, 2006)
- SUPER -  The Biggest OPM Hits Of The Year (Universal Records, 2007)
- Princesa - Kami nAPO Muna Ulit (Universal Records, 2007)
- Kabataang Pinoy - Musika Sa Bahay Ni Kuya: The Best Of Pinoy Big Brother Hits (Star Music, 2008)
- Gusto Ko Ng Rock (Sony Music, 2009)
- I-Star 15: The Best of Inspirational Songs (Star Music, 2010)
- Maling Akala - The Reunion: An Eraserheads Tribute Album (Star Music, 2012)
- Dalawang Letra de Davey Langit - Himig Handog P-Pop Love Songs 2016 The Album (Star Music, 2016)
- Super Astig Hits (Universal Records, 2016)

### Singles
- Antipara (2001)
- Buwan (2005)
- Akin Ka Na Lang (2006)
- Beer (2006)
- Awit ng Barkada (Originel par APO, 2006)
- Kabataang Pinoy (Pinoy Big Brother Teen Edition Theme, 2006)
- Salapi (2006)
- Love Team (2007)
- Princesa (Originel par APO, 2007)
- Penge Naman Ako N'yan (2008)
- Freak-Out, Baby (2009)
- Gusto Ko Lamang Sa Buhay (Bande-son du film Mutya ng Masa Theme/When I Met U, 2009)
- Misis Fely Nimfa Ang Pangalan (2009)
- Suplado Ka Pala sa Personal (Note: Avec Kelvin Yu en chant principal,2010)
- Gaano Ko Ikaw Kamahal (2011)
- Maling Akala (Original by Eraserheads, 2012)
- After All This Time (2013)
- Ayokong Tumanda (2013)
- Huwag Na Sana 'kong Gumising Mag-isa (2014)
- In Love Ako Sa'yo (2015)
- Panahon (Featuring Pepe Smith, 2015)
- Rainy Day (2015)
- Dalawang Letra (2016, Grand Gagnant du Himig Handog P-Pop Love Songs 2016)
- 'Di Na Muli (2016)
- Pariwara (Featuring Ely Buendia, 2016)
- Lutang (Featuring Ely Buendia, 2017)
- Sisikat Muli Ang Araw (2017)
- Loco (2018)
- 我真不想变老 - Wo zhen bu xiang bian lao (Version chinoise d'Ayokong Tumanda, 2019)
- Ang Ating Tagumpay (with Sponge Cola) (2019)
- Malinaw Na Malabo Na Tayo (avec Ely Buendia, 2019)
- Armageddon Blues (2020)
- The Silence (2020)
- I-Boogie Mo Ako Baby (avec The CompanY, 2020)
- Same Day (2020)
- The Life I Know (2020)
- After All This Time (Under the Weather Version) (2020)
- Out of Time (2020)
- Sisikat Muli Ang Araw (Acoustic version) (2020)
- Eto Na (Ang Maliligayang Araw) (2021)
- Panic in My Mind (2023)
- The Morning After (2023)

## Autres projets
Guitariste rythmique du groupe Jugs Jugueta est également présentateur télévisé de It's Showtime  qui passe sur ABS-CBN 2. Il est également apparu dans de nombreuses séries télés, telles que Matanglawin, Panahon Ko To, I Can See Your Voice, ASAP Natin To, Minute To Win It Last Man Standing  et a été vu sur Kapamilya Deal or No Deal. Jugueta est également apparu dans Maynila sur GMA Channel 7, où les Itchyworms ont déjà joué. Jugueta, avec son ami de longue durée Teddy Corpuz de Rocksteddy, a également été un acteur dans Holy Week Lenten sur It's Showtime, qui été tenu chaque Holy Week de l'année de 2013 à 2016. En 2019, Jugueta et Corpuz ont présenté un documentaire sur It's Showtime plutot que leur Lenten Drama Special habituel.
Jazz Nicholas est également apparu dans MYX Olympics, un quizz qui passe sur MYX Channel, en 2016.

## Distinctions
| Année | Organisme      | Catégorie                 | Œuvre nommée                                              | Résultat   |
| ----- | -------------- | ------------------------- | --------------------------------------------------------- | ---------- |
| 2001  | NU Rock Awards | Meilleur nouveau groupe   | NC                                                        | Lauréat    |
| 2006  | NU Rock Awards | Batteur de l'année        | Jazz Nicolas                                              | Lauréat    |
| 2006  | NU Rock Awards | Rising Sun Award          | NC                                                        | Lauréat    |
| 2006  | NU Rock Awards | Album de l'année          | Noontime Show                                             | Lauréat    |
| 2006  | NU Rock Awards | Producteur de l'année     | avec Raimund Marasigan et Buddy Zabala pour Noontime Show | Lauréat    |
| 2006  | NU Rock Awards | Bassiste de l'année       | Kelvin Yu                                                 | Nomination |
| 2006  | NU Rock Awards | Chanson de l'année        | Beer                                                      | Nomination |
| 2006  | NU Rock Awards | Artiste/groupe de l'année | NC                                                        | Nomination |
| 2006  | NU Rock Awards | Meilleur package d'album  | Apple Sta. Maria pour Noontime Show                       | Nomination |
| 2007  | NU Rock Awards | Meilleur clip             | Loveteam                                                  | Nomination |
| 2008  | NU Rock Awards | Guitariste de l'année     | Chino Singson                                             | Nomination |
| 2008  | NU Rock Awards | Batteur de l'année        | Jazz Nicolas                                              | Nomination |
| 2008  | NU Rock Awards | Meilleur groupe live      | NC                                                        | Nomination |
| 2009  | NU Rock Awards | Chanson de l'année        | Gusto Ko Lamang Sa Buhay                                  | Nomination |
| 2010  | NU Rock Awards | Chanson de l'année        | Suplado Ka Pala sa Personal                               | Nomination |